# آخ (أساطير فرعونية)
آخ بالمصرية القديمة معناها «يلمع» أو «يضيء» وتعني «الروح» بعد ممات الشخص، طبقًا لمعتقدات قدماء المصريين عن الأخرة والبعث بعد الموت. وطبقًا لمعتقدات المصريين القدماء تشكل الآخ إلى جانب البا وكا اللتان تسكنان في جسم الإنسان أثناء حياته وتغادره بعد مماته، فتنشأ الآخ بعدما يندمجان ويصعد في هيئة آخ إلى السماء؛ يمكن القول بأن الآخ هي نتيجة تسامي الكا والبا، ترفع روح صاحبها إلى السماء.

## تمثيل الآخ بالهيروغليفية
| G25 |
 Ach 
 3ḫ 
 روح
أو طريقة أخرى لكتابتها:
| G25 | Aa1 |
الصينية المستديرة هي حرف «خ» في كلمة «آخ».

## من معتقدات قدماء المصريين
تعريف
طبقا لمعتقدات قدماء المصريين عن الموت والبعث والحياة الآخرة تسكن البا والكا جسم الإنسان أثناء حياته. وتشكل الآخ أحد تلك الثلاثة «أرواح» أو «أنفس» الحياة الروحية للإنسان، حيث تنشأ الآخ بعد ممات الشخص. وبينما يُنظر إلى البا على أنها روح الإنسان وان يمكن رجوعها إلى جثة الميت بين حين وآخر، تشكل الكا «قوة الحياة» الحامية له ويمكنها السكن في تمثال للميت أو في صورة له تكون قريبة من مومياه مع مع التزام اقربائه بتقديم قرابين للكا باستمرار فيعيش.
من ناحية أخرى لا تقترن آخ بالإنسان وقت ولادته؛ ولا بد للشخص اكتساب قوة الآخ. لهذا فلا تكون الآخ «طيبة» أو «مسيئة» ولا يتوفر فيها الإحساس بالأخلاقيات، ولكن هذا يعتمد على سلوك الشخص اثناء حياته.
التحول إلى آخ
كان تحول الشخص إلى آخ في مصر القديمة من أسمى ما يسعى إليه، في أن يصبح «آخا طاهرة». تلك الرغبة تعتمد على الأمل في البعث في الآخرة والوصول إلى الحياة الأبدية في الآخرة؛ أي الوجود في هيئة إلاهية. ولكي يصل إلى حالة آخ فلا بد أن تتم له مراسيم دفن بطريقة سليمة، وتقام له جنازة يصحبها طقوس تسامي وعملية تنظيف روحانية. وعندها تتحد الكا والبا في جسم الميت، فيستطيع الحياة بعد ذلك في الآخرة في هيئة آخ. توضح نصوص الأهرام التي كتبت في الأسرة السادسة (مثلما في هرم أوناس) ضرورة التحول إلى آخ كالآتي: «مصير الآخ في السماء، وتبقى الجثة على الأرض.»
بقاء الآخ
إذا تمت المراسيم الجنائزية سليمة ترتفع آخ الميت إلى السماء؛ لكي يصبح نجما مضيئا. ويتبوأ النجم الجديد مركزه من بين النجوم التابعة لإله الشمس، أو مع أتباع أوزوريس. وكا قدماء المصريين يعتقدون أن الآخ يمكنها التأثير على الحياة الدنيا، ويمكنها أيضا أن تغضب وتعتدي. ولهذا كان من الواجب تمجيدها ومدحها خلال الطقوس الجنائزية وتقديم قرابين لها والدعاء للميت كثيرا، بحيث تبقى راضية. وكثيرا ما دعيت الآخ بغرض الحماية من مشاكل الدنيا أو طلب مساعدة منها لأحد الاقرباء أمام القضاء. وابتداء من الدولة الحديثة بدأ المصريون القدماء في الاعتقاد أن الآخ ما هي إلا «أشباح».

## اقرأ أيضًا
- كا
- با (أساطير فرعونية)
- أساطير فرعونية
- اسطورة إيزيس وأوزوريس